# Streptococcaceae
Streptococcaceae é uma família de bactérias gram-positivas da ordem Lactobacillales.